# DreamWorks Television
DreamWorks Television – amerykańska wytwórnia telewizyjna założona w grudniu 1994.
Pierwszą produkcją wytwórni był sitcom Champs (1996). Po raz pierwszy odniosła sukces dzięki produkcji serialu komediowego Spin City (1996–2002).
W 2012 wytwórnia połączyła się z Amblin Television, po fuzji Darryl Frank i Justin Falvey zostali mianowani współprzewodniczącymi Amblin.

## Produkcje
- Pacific (2010, miniserial)
- The Pacific War (2006, miniserial)
- Oliver Beene (2003)
- Alienators: Evolution Continues (2001)
- Kompania braci (Band of Brothers, 2001, miniserial)
- Zawód: glina (The Job, 2001)
- Luzaki i kujony (Freaks and Geeks, 1999–2000)
- Invasion America (1998)
- Toonsylvania (1998)
- High Incident (1996)
- Ink (1996)
- Spin City (1996–2002)
- Champs (1996)